# فريتز فيشر (طبيب عسكري)
فريتز فيشر (بالألمانية: Fritz Fischer)‏ (و. 1912 – 2003 م) هو طبيب عسكري، ومعذب ‏، وجراح، وconcentration camp guard ‏، وسياسي من ألمانيا، والإمبراطورية الألمانية، وجمهورية فايمار، وألمانيا النازية، وألمانيا الغربية، كان عضوًا في الحزب النازي، توفي في إنغلهايم آم راين، عن عمر يناهز 91 عاماً.

## التعليم
تعلم في جامعة هامبورغ
.